# Tony Denman
Anthony „Tony“ Richard Denman (* 22. Oktober 1979 in Minneapolis, Minnesota) ist ein US-amerikanischer Schauspieler.

## Leben und Karriere
Im Jahr 1979 wurde er als Anthony Richard Denman in Minneapolis geboren. Er besuchte die Chaska Highschool. Am 1. Juni 2002 heiratete er die Schauspielerin Sarah-Jane Potts, die Schwester von Andrew Lee Potts. Beide wurden 2004 Eltern eines Sohnes. Die Ehe wurde mittlerweile geschieden und Tony Denman ist seit dem 20. August 2011 ein zweites Mal verheiratet.
Tony Denman gab 1994 sein Schauspieldebüt in der Familienkomödie Little Big Boss, dabei war er in einer Nebenrolle als Baseballspieler Phil zu sehen. Im Jahr darauf erhielt er eine größere Nebenrolle in Angus – Voll Cool. 1996 spielte er im Filmdrama Fargo den Sohn von William H. Macy. Im Jahr darauf hatte er einen Gastauftritt in der US-amerikanischen Fernsehserie Eine himmlische Familie. Im Jahr 1999 spielte er in zehn Folgen der Serie G vs E den Charakter Ben, in einer Folge der Mysterie-Serie Angel – Jäger der Finsternis und im Spielfilm Go von Doug Liman. Im Jahr 2000 spielte Denman die Rolle Corn in der britischen Komödie Blast und in einer Folge der Serie Seven Days – Das Tor zur Zeit. Es folgten weitere Auftritte in Serien wie Ein Hauch von Himmel (2001), Für alle Fälle Amy (2002) und eine Sprechrolle für zwei Folgen King of the Hill (2002–2003).
Ab dem Jahr 2002 spielte Denman hauptsächlich in Teenie-Komödien wie Das sexte Semester, Almost Legal – Echte Jungs machen’s selbst, College Animals und den Fortsetzungen College Animals 2 und College Vampires mit. Im Jahr 2010 war er im belgischen Kurzfilm Tabu zu sehen.
Für das Videospiel Battlefield 3 verlieh er dem Charakter Privat Jack Chaffin seine Stimme.

## Filmografie (Auswahl)
- 1994: Little Big Boss (Little Big League)
- 1995: Angus – Voll Cool (Angus)
- 1996: Fargo
- 1997: Eine himmlische Familie (7th Heaven, Fernsehserie, Folge 2x02 See You in September)
- 1999: Angel – Jäger der Finsternis (Angel, Fernsehserie, Folge 1x09 Hero)
- 1999: Go
- 1999–2000: G vs E (Fernsehserie, zehn Folgen)
- 2000: Seven Days – Das Tor zur Zeit (Seven Days, Fernsehserie, Folge 2x12 Buried Alive)
- 2001: Ein Hauch von Himmel (Touched by an Angel, Fernsehserie, Folge 7x07 I Am an Angel)
- 2002: Für alle Fälle Amy (Judging Amy, Fernsehserie, Folge 4x02 Thursday's Child)
- 2002: Das sexte Semester (Sorority Boys)
- 2003–2004: King of the Hill (Fernsehserie, zwei Folgen)
- 2003: College Animals (National Lampoon Presents Dorm Daze)
- 2003: Almost Legal – Echte Jungs machen’s selbst (After School Special)
- 2006: College Animals 2 (National Lampoon’s Dorm Daze 2)
- 2009: College Vampires (Transylmania)
- 2010: Tabu (Kurzfilm)